# ER Vulpeculae
ER Vulpeculae (ER Vul) es una estrella variable en la constelación de Vulpecula.
Su magnitud aparente media es +7,36 y se encuentra a 170 años luz del sistema solar.

## Características
ER Vulpeculae es una estrella binaria cercana cuyas componentes son enanas amarillas de tipo espectral G0V y G5V respectivamente.
La estrella de tipo G0V tiene una temperatura efectiva de 6000 K y su masa es apenas un 2% mayor que la masa solar.
Con un radio un 60% más grande que el del Sol, rota con una velocidad igual o mayor de 90 km/s.
Su acompañante, algo más fría, tiene una temperatura de 5514 K y una masa un 3% inferior a la del Sol.
Es ligeramente más pequeña que su compañera y gira sobre sí misma con una velocidad de rotación proyectada de 80 km/s.
El período orbital de esta binaria es de sólo 0,6981 días (16,75 horas), siendo la órbita prácticamente circular (ε = 0,02).
Su edad se estima en 8700 millones de años y presenta una baja metalicidad, aproximadamente la mitad de la que tiene el Sol.

## Variabilidad
ER Vulpeculae es una binaria eclipsante y variable W Ursae Majoris, así como también es una variable RS Canum Venaticorum.
Su brillo oscila entre magnitud +7,27 y +7,49.
Las componentes poseen cromosferas activas, emitiendo una cantidad de energía significativa como rayos X.
Su luminosidad en rayos X es de 0,69×1022 W.
Asimismo, es brillante y activa como radiofuente.